# Mission aux commémorations nationales
La Mission aux commémorations nationales est un ancien service de la direction puis du service interministériel des Archives de France, dépendant du ministère de la Culture. Son rôle était de coordonner la commémoration des événements et des personnages importants de l'histoire de France.

## Histoire
Créé en 1974 sous le nom de Délégation aux célébrations nationales et relevant de l'Association française pour les célébrations nationales, le service est rattaché à la direction des Archives de France en 1979.
Le Haut comité des Commémorations nationales est institué par arrêté du 23 septembre 1998 pour émettre des propositions de "commémoration des événements importants de l'histoire nationale dans les domaines historique, littéraire, artistique, scientifique et technique".
Après une polémique en 2011 autour de la célébration de l'écrivain Louis-Ferdinand Céline, le service est renommé « Commémorations nationales ». Une nouvelle polémique éclate en 2018 après le choix de la ministre de la Culture, Françoise Nyssen, de retirer Charles Maurras des commémorations,. Dix des douze membres du comité chargé de sélectionner les anniversaires (parmi lesquels les historiens Jean-Noël Jeanneney et Pascal Ory), démissionnent collectivement du Haut comité.
En 2020, la mission des commémorations nationales est confié à l'Institut de France qui crée en janvier 2021 le service France Mémoire.